# Léonard Sarluis
Léonard Sarluis, pseudonyme de Salomon-Léon Sarluis, né le 21 octobre 1874 à La Haye (Pays-Bas) et mort le 20 avril 1949 à Paris est un peintre et illustrateur d'origine hollandaise naturalisé français.

## Biographie
Salomon-Léon est né à La Haye d'un père antiquaire et d'une mère allemande : la famille appartient à la communauté juive de la ville. Après avoir renoncé à une carrière commerciale, il se fait prénommer « Léonard » en hommage à Vinci et intègre l'Académie royale des beaux-arts de La Haye de 1891 à 1893.
Il s'installe à Paris en 1894 après avoir réalisé deux grands formats aujourd'hui disparus, dont Le Miracle de saint Antoine de Padoue. En février 1896, Armand Point le présente à l'avant-garde belge : le jeune homme séduit par sa beauté juvénile et renaissante. En 1896, Joséphin Peladan et Élémir Bourges lui permettent d'exposer deux tableaux au cinquième Salon de la Rose-Croix esthétique, Sarluis réalisant même l'affiche avec l'aide d'Armand Point, et celle-ci fait quelque peu scandale : on y voit la tête coupée d’Émile Zola sanguinolente tenue par Persée. Ainsi, il rejoint le camp des Symbolistes qui voyaient en Zola l'ennemi, à savoir le naturalisme dans sa crudité même. 
Influencé par Point, mais aussi par les préraphaélites, le jeune peintre aborde des sujets mythologiques et bibliques dans un style à la fois trouble et sensuel, et s'apparente à l'école symboliste. Il séduit bientôt tout Paris : Puvis de Chavannes, Oscar Wilde, Jean Lorrain, Émile Verhaeren, Rachilde, Catulle Mendès, Camille Mauclair… Même Paul Léautaud finira par le trouver beau. Dans Les Jours et les Nuits, Alfred Jarry le décrit sous les traits de Roissoy. La revue homosexuelle Akademos publie l'un de ses dessins, titré Inquiétude, dans sa livraison de janvier 1909.
Il expose chez Georges Petit, au Salon du Champ-de-Mars, au Salon des artistes français.
En 1919, il est naturalisé français et expose chez Bernheim-Jeune, puis de 1921 à 1925, à la galerie du quotidien Le Journal, dont il fait la fresque de l'entrée principale.
En 1923, il illustre la nouvelle édition de l'ouvrage Voyage au pays de la quatrième dimension de Gaston de Pawlowski (Fasquelle), dans un style qui rappelle certaines aquarelles de William Blake.
Une grande partie de sa vie, il va se consacrer à une « Mystique de la Bible » en 360 tableaux qu'il tente vainement d'exposer à Paris et qu'il finit par présenter à Londres en 1928 aux Grafton Galleries.
Durant les années 1930, son style évolue et s'inspire de l'Art déco. 
Persécuté durant la Seconde Guerre mondiale, il est obligé de quitter son atelier de l'avenue de Villiers. Il met fin à ses jours le 20 avril 1949, oublié de tous, à son domicile parisien situé au 13, avenue Mac-Mahon.

Illustrations de Voyage au pays de la quatrième dimension de Gaston de Pawlowski (Fasquelle, 1923)
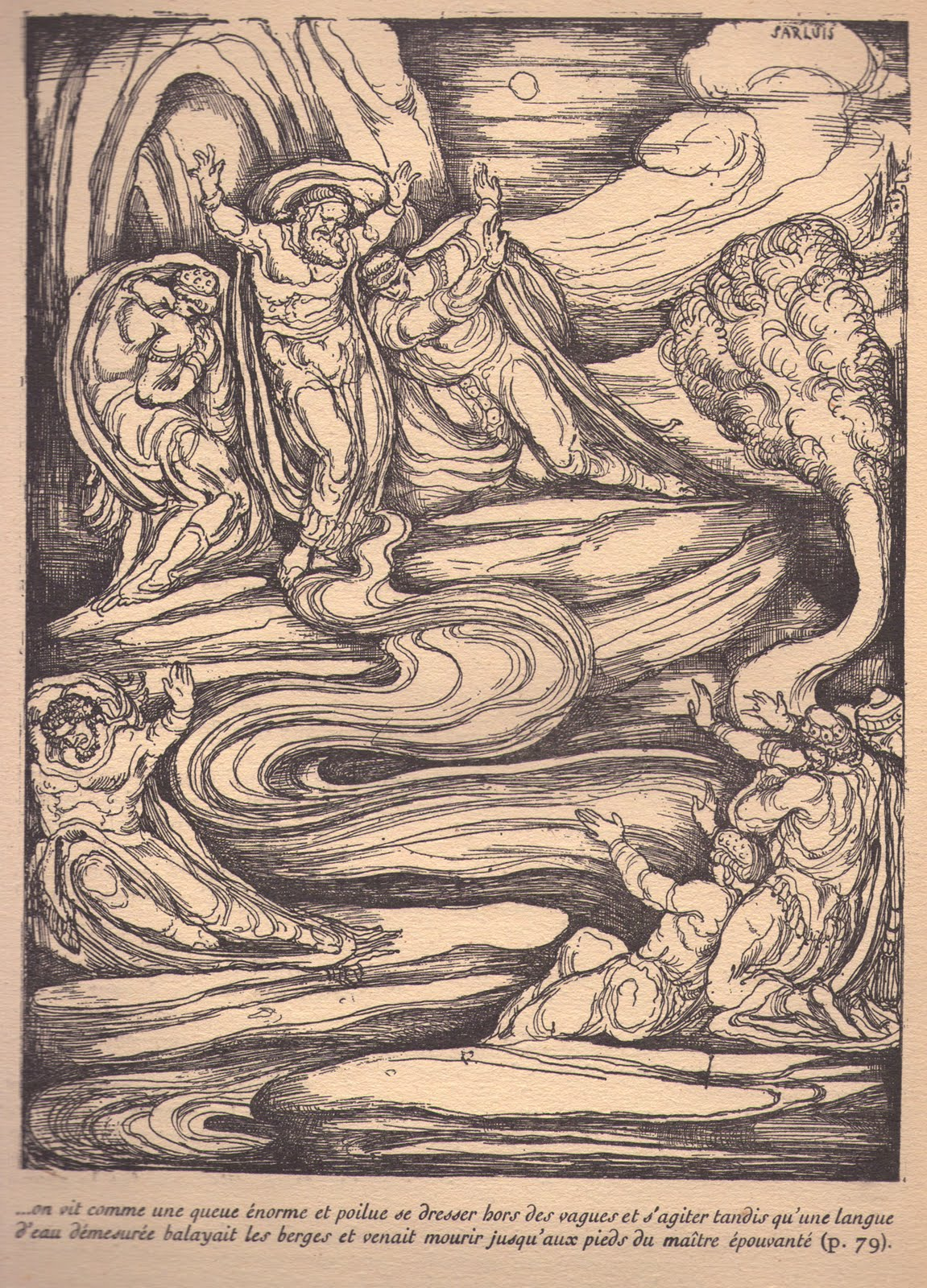
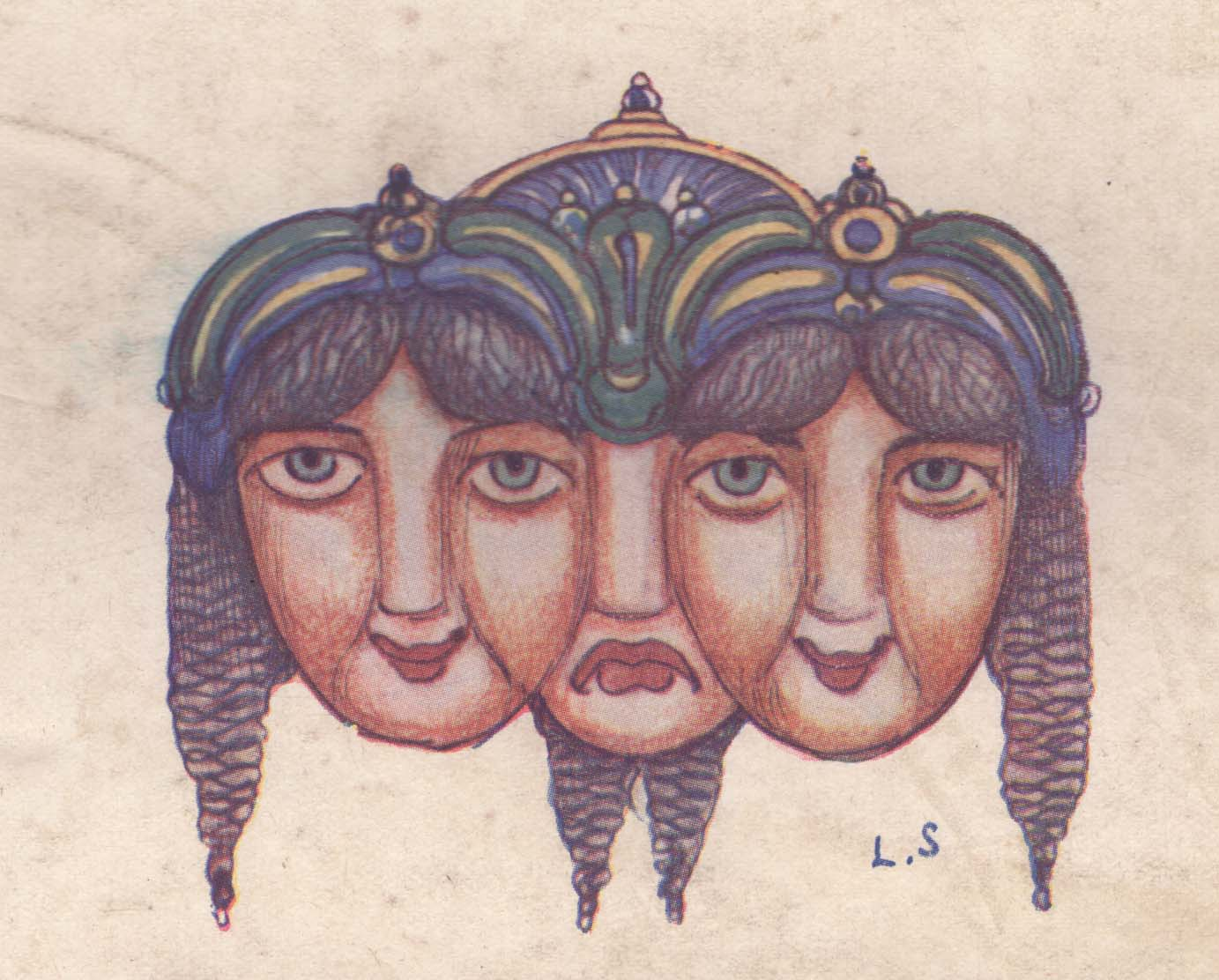
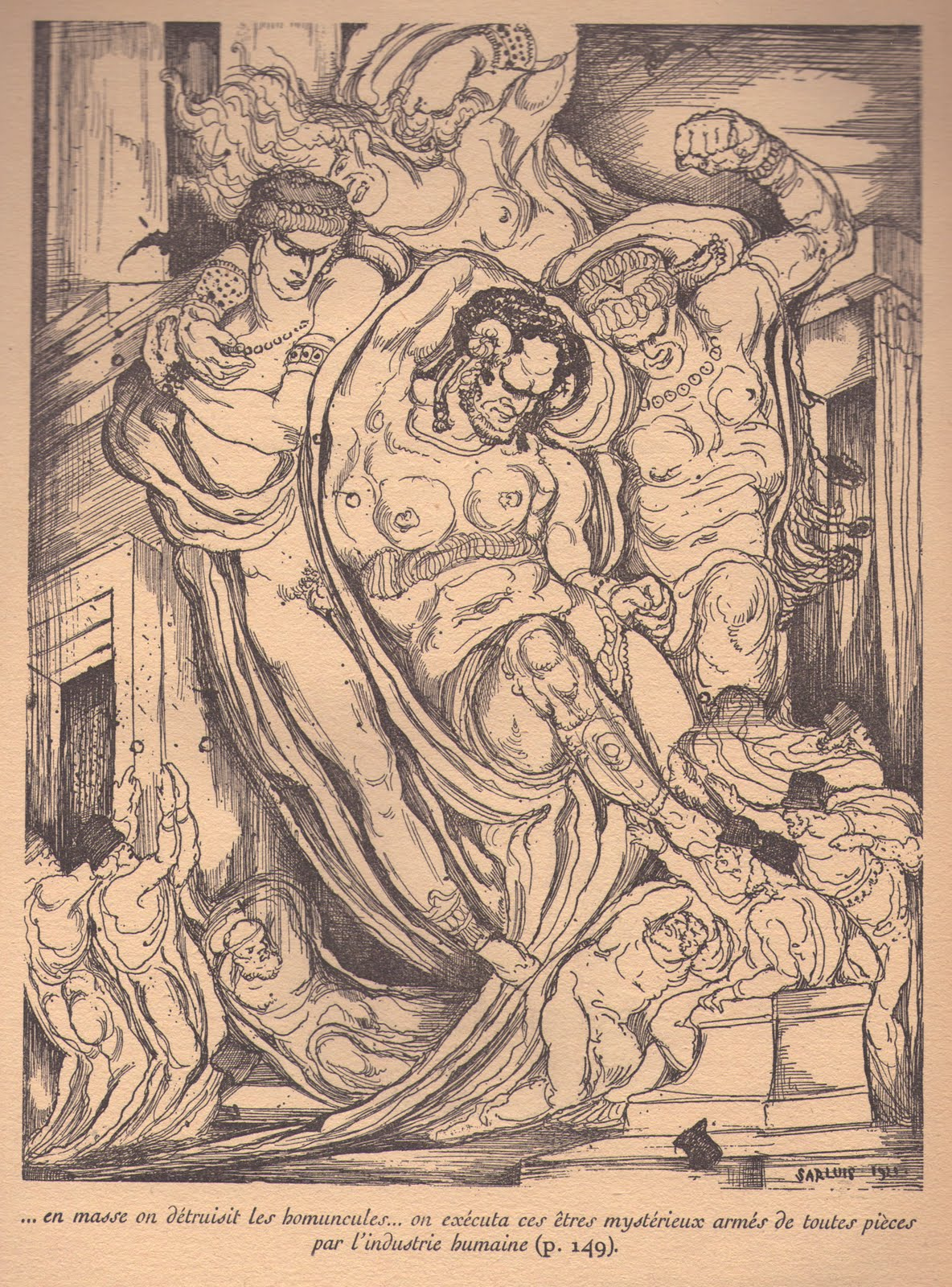
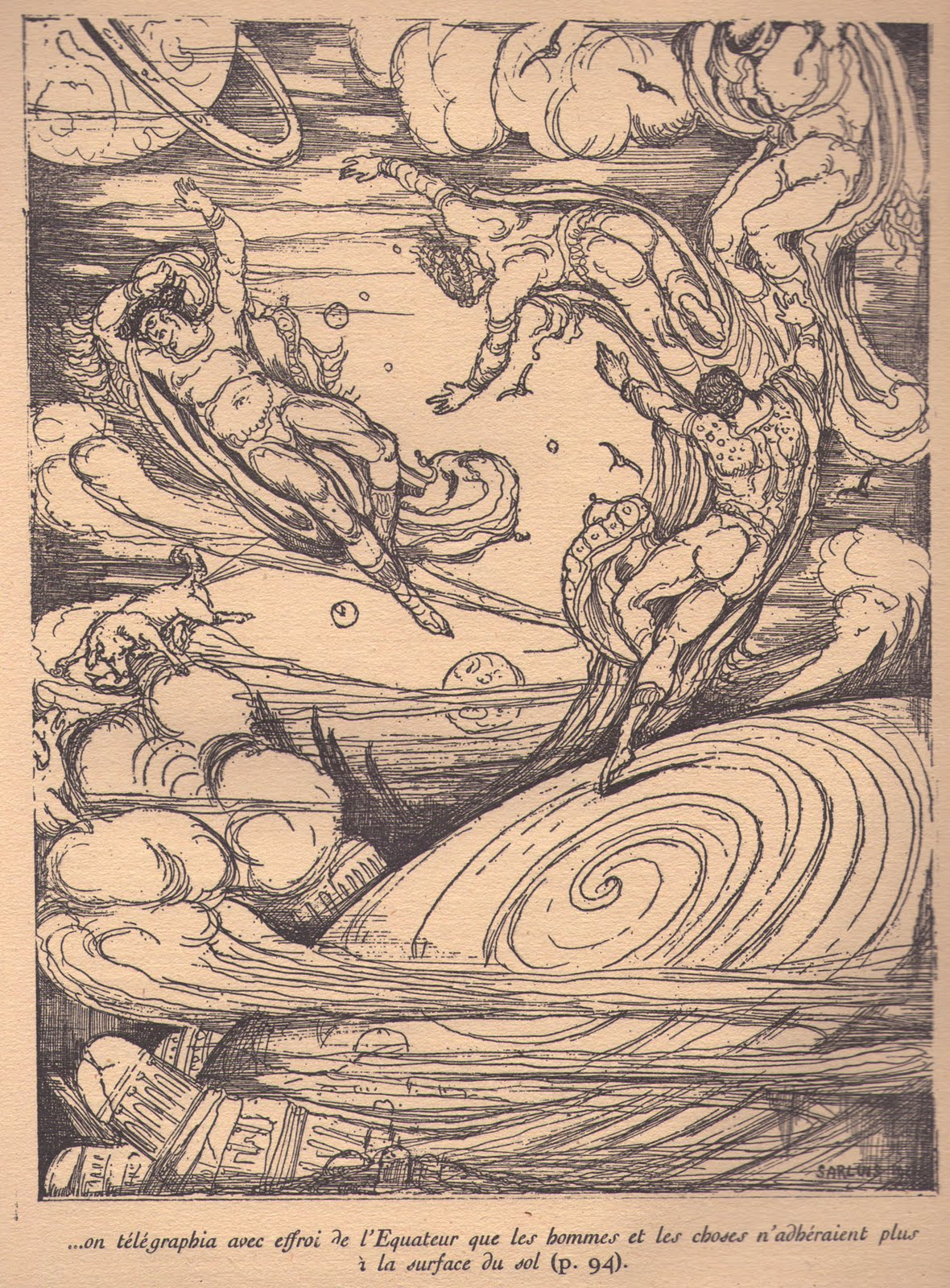